# نواف (اسم)
نواف هو اسم علم مذكر من أصل عربي، ومعناه هو المكان المرتفع.

## شخصيات تحمل الاسم
- نواف الأحمد الجابر الصباح (أمير دولة الكويت، 25 يونيو 1937 – )
- نواف التمياط (لاعب كرة قدم سعودي، 28 يونيو 1976 – )
- نواف الحازمي (9 أغسطس 1976 – 11 سبتمبر 2001)
- نواف الحميدان (لاعب كرة قدم كويتي، 8 مارس 1981[3] – )
- نواف الخالدي (لاعب كرة قدم كويتي، 15 مايو 1981 – )
- نواف العابد (لاعب كرة قدم سعودي، 26 يناير 1990[4] – )
- نواف بن عبد العزيز آل سعود (سياسي سعودي، 16 أغسطس 1932 – 29 سبتمبر 2015)
- نواف سلام (دبلوماسي لبناني، 15 ديسمبر 1953 – )
- نواف شكر الله (13 أكتوبر 1976 – )
- نواف مبارك (لاعب كرة قدم إماراتي، 31 أغسطس 1981[5] – )

## وصلات خارجية
- موسوعة السلطان قابوس لأسماء العرب